# 科馬里夫齊 (文尼察州)
49°8′13″N 27°38′4″E / 49.13694°N 27.63444°E
科馬里夫齊（羅馬化：Komarivtsi）是位於烏克蘭西南部文尼察州日梅林卡區巴爾市鎮的村莊，始建於十六世紀，面積3.92平方公里，海拔高度318米，2001年人口1,161，人口密度每平方公里296.17人。